# ویلولا (آلاباما)
ویلولا (به انگلیسی: Vilula) یک منطقهٔ مسکونی در ایالات متحده آمریکا است که در آلاباما واقع شده‌است. ویلولا ۵۷٫۰ متر بالاتر از سطح دریا واقع شده‌است.